# Cernon (Marne)
Pour les articles homonymes, voir Cernon.
Cernon est une commune française située dans le département de la Marne, en région Grand Est.

## Géographie

### Localisation
Cernon se trouve au centre-sud du département de la Marne, en région Grand Est. La commune appartient à la région agricole de la Champagne crayeuse.
La commune de Cernon s'étend sur une superficie de 1 610 hectares. Sur son territoire, l'altitude varie de 102 à 152 mètres. Le relief est marqué par la vallée de la Coole, qui s'écoule selon un axe sud-est/nord-ouest et entaille le plateau de la Champagne crayeuse. Le village de Cernon se trouve dans cette vallée. Le point culminant de la commune se trouve au sud-ouest, au lieu-dit Châtelat.
Par la route, Cernon se situe à 17 km de Châlons-en-Champagne, préfecture de la Marne, à 27 km de Vitry-le-François, et à 10 km de Saint-Germain-la-Ville, siège de la communauté de communes de la Moivre à la Coole dont Cernon fait partie. La commune fait en outre partie du bassin de vie de Châlons-en-Champagne.
Cernon est limitrophe de 5 communes :
| Saint-Quentin-sur-Coole |                   | Mairy-sur-Marne |
|                         | Cernon            |                 |
| Bussy-Lettrée           | Dommartin-Lettrée | Coupetz         |

### Hydrographie
La commune est dans la région hydrographique « la Seine de sa source au confluent de l'Oise (exclu) » au sein du bassin Seine-Normandie. Elle est drainée par la Coole et le cours d'eau 02 de la Garenne,.
La Coole, d'une longueur de 30 km, prend sa source dans la commune de Coole et se jette dans la Marne à Compertrix, après avoir traversé dix communes. 

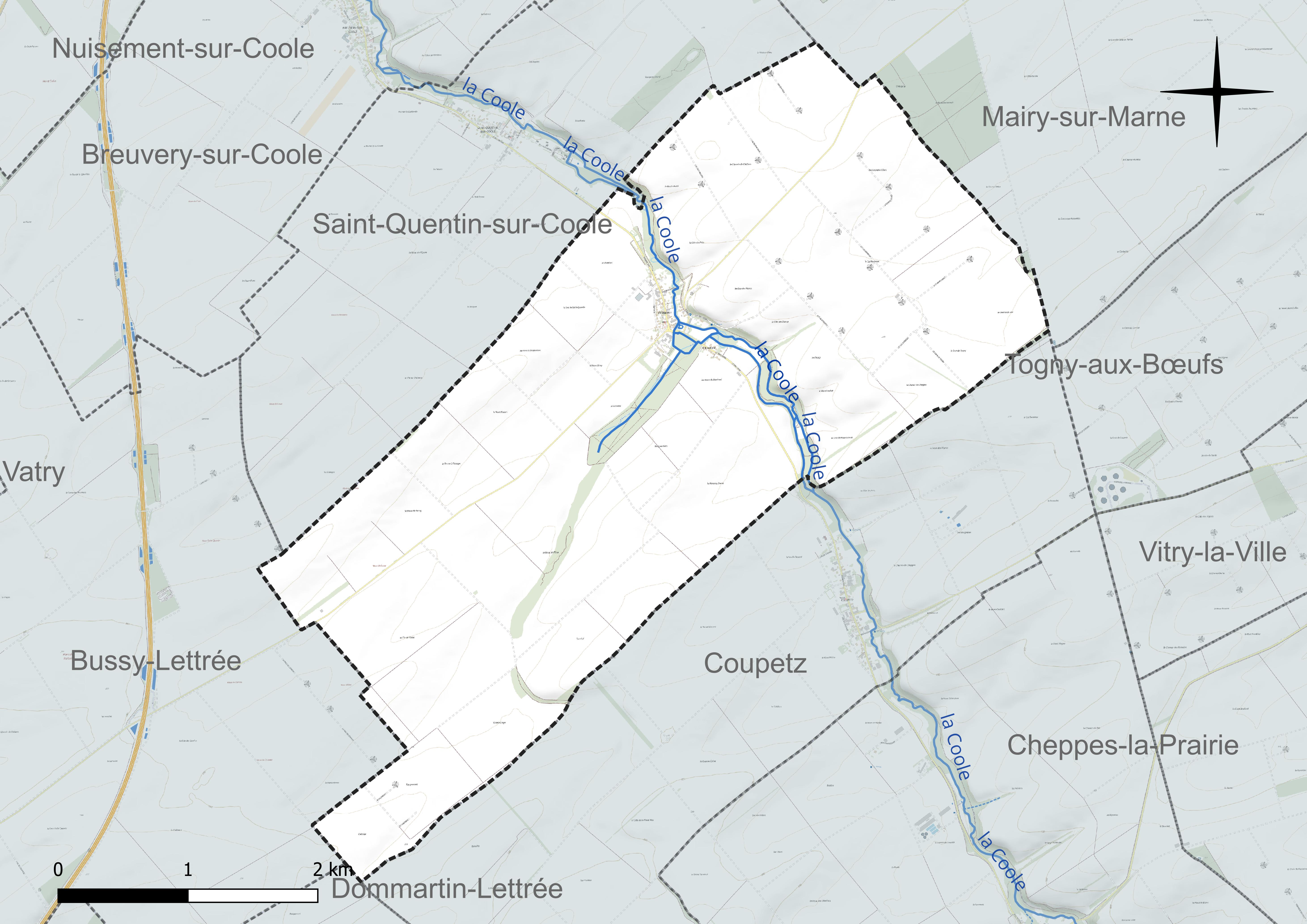
Réseau hydrographique de Cernon.

### Climat
Pour des articles plus généraux, voir Climat du Grand Est et Climat de la Marne.
En 2010, le climat de la commune est de type climat océanique dégradé des plaines du Centre et du Nord, selon une étude du Centre national de la recherche scientifique s'appuyant sur une série de données couvrant la période 1971-2000. En 2020, Météo-France publie une typologie des climats de la France métropolitaine dans laquelle la commune est exposée à un climat océanique altéré et est dans la région climatique  Nord-est du bassin Parisien, caractérisée par un ensoleillement médiocre, une pluviométrie moyenne régulièrement répartie au cours de l’année et un hiver froid (3 °C). 
Pour la période 1971-2000, la température annuelle moyenne est de 10,5 °C, avec une amplitude thermique annuelle de 15,8 °C. Le cumul annuel moyen de précipitations est de 701 mm, avec 11,5 jours de précipitations en janvier et 8,2 jours en juillet. Pour la période 1991-2020, la température moyenne annuelle observée sur la station météorologique de Météo-France la plus proche, « Vatry-aéro », sur la commune de Vatry à 8 km à vol d'oiseau, est de 11,0 °C et le cumul annuel moyen de précipitations est de 654,9 mm. 
La température maximale relevée sur cette station est de 41,1 °C, atteinte le 25 juillet 2019 ; la température minimale est de −15,3 °C, atteinte le 1er janvier 1997,,. 
Les paramètres climatiques de la commune ont été estimés pour le milieu du siècle (2041-2070) selon différents scénarios d'émission de gaz à effet de serre à partir des nouvelles projections climatiques de référence DRIAS-2020. Ils sont consultables sur un site dédié publié par Météo-France en novembre 2022.

### Milieux naturels et biodiversité
L'Inventaire national du patrimoine naturel (INPN) recense 494 espèces sur le territoire de la commune, dont 77 espèces protégées et 29 espèces menacées.
Cernon compte une zone naturelle d'intérêt écologique, faunistique et floristique (ZNIEFF) de type I : « hêtraie relictuelle et bois de la Garenne à Cernon ». Au sud du village, la zone est l'une des dernières hêtraies de Champagne crayeuse. Elle comprend un vallon, dont les pentes sont occupées par une hêtraie et dont le fond accueille une frênaie-érablaie. Autour du bois, se trouvent des pelouses calcaires. Rare zone boisée du plateau de la Champagne crayeuse, la ZNIEFF est importante pour la faune locale, particulièrement l'avifaune.

## Urbanisme

### Typologie
Au 1er janvier 2024, Cernon est catégorisée commune rurale à habitat dispersé, selon la nouvelle grille communale de densité à sept niveaux définie par l'Insee en 2022.
Elle est située hors unité urbaine. Par ailleurs la commune fait partie de l'aire d'attraction de Châlons-en-Champagne, dont elle est une commune de la couronne,. Cette aire, qui regroupe 97 communes, est catégorisée dans les aires de 50 000 à moins de 200 000 habitants,.

### Occupation des sols
L'occupation des sols de la commune, telle qu'elle ressort de la base de données européenne d’occupation biophysique des sols Corine Land Cover (CLC), est marquée par l'importance des territoires agricoles (94,5 % en 2018), une proportion identique à celle de 1990 (94,5 %). La répartition détaillée en 2018 est la suivante : 
terres arables (94,5 %), forêts (5,5 %). L'évolution de l’occupation des sols de la commune et de ses infrastructures peut être observée sur les différentes représentations cartographiques du territoire : la carte de Cassini (XVIIIe siècle), la carte d'état-major (1820-1866) et les cartes ou photos aériennes de l'IGN pour la période actuelle (1950 à aujourd'hui).

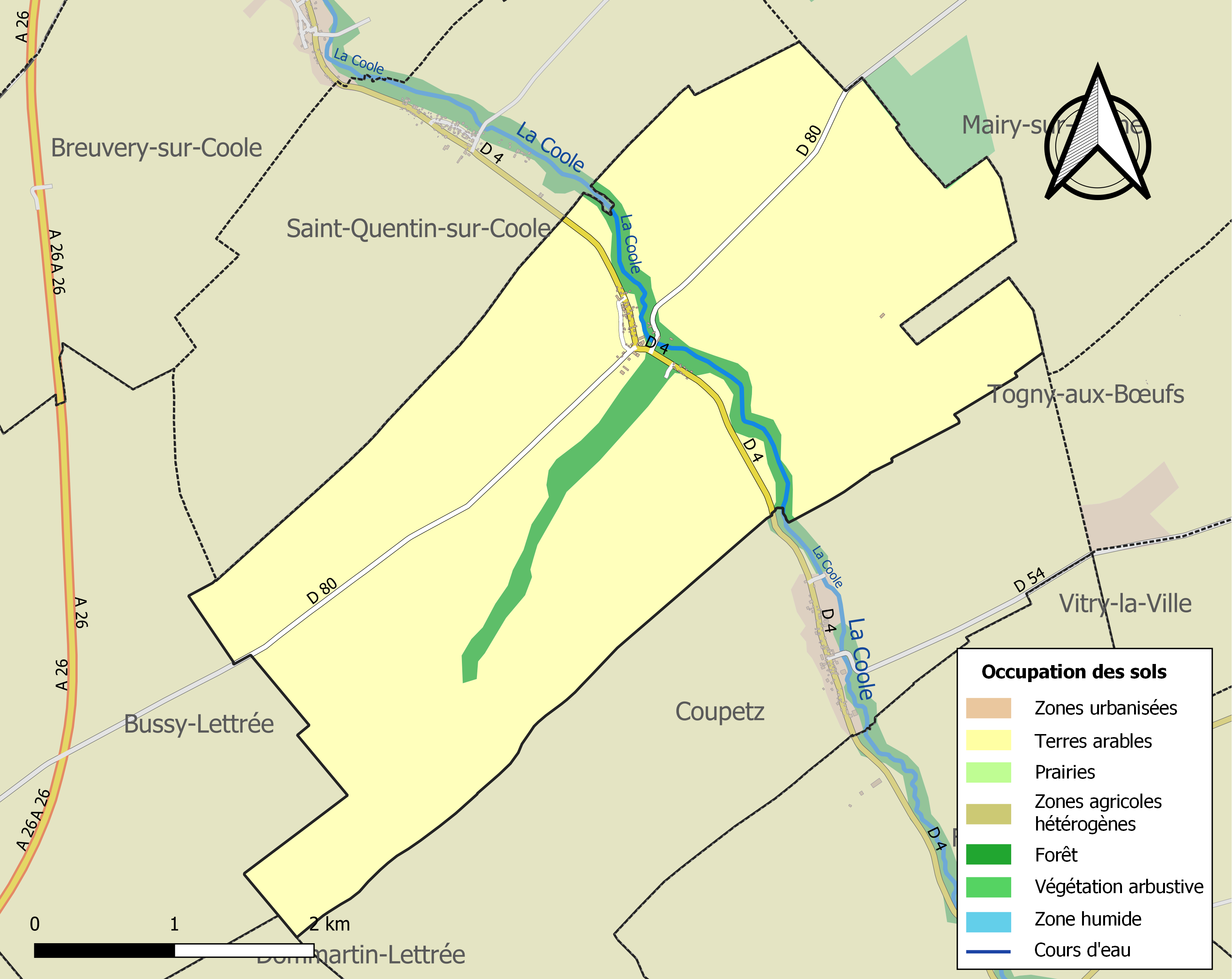
Carte des infrastructures et de l'occupation des sols de la commune en 2018 (CLC).

## Toponymie
Le nom de la localité est attesté sous les formes Milo de Cernone, Cernonium (1132) ; Cernun (1135) ; Cernon (1140) ; Cernul, Cernoul (1164-1191) ; Celnum (vers 1222) ; Sernom (1256-1270) ; Cernonnum (1405) ; Cernon-sur-Cosle (1556) ; Cernon-sur-Colle (1573).

## Politique et administration

### Intercommunalité
La commune, antérieurement membre de la communauté de communes de la Vallée de la Coolc, est membre, depuis le 1er janvier 2014, de la communauté de communes de la Moivre à la Coole.
En effet, conformément au schéma départemental de coopération intercommunale de la Marne du 15 décembre 2011, cette communauté de communes de la Moivre à la Coole est issue de la fusion, au 1er janvier 2014, de la communauté de communes de la Vallée de la Coole, de  la communauté de communes de la Guenelle, de la communauté de communes du Mont de Noix et de la communauté de communes de la Vallée de la Craie.

### Liste des maires
| Période                                  | Période                      | Identité             | Étiquette | Qualité                        |
| ---------------------------------------- | ---------------------------- | -------------------- | --------- | ------------------------------ |
| Les données manquantes sont à compléter. |                              |                      |           |                                |
| avant 1876                               | après 1877                   | Lorin                |           |                                |
| mars 2001                                | mars 2008                    | Martin Ferte         |           |                                |
| mars 2008                                | En cours (au 4 juillet 2014) | Jean-Marie Rossignon |           | Réélu pour le mandat 2014-2020 |

## Équipements et services publics

### Eau et déchets
L'approvisionnement en eau potable et l'assainissement des eaux usées sont des compétences de la communauté de communes de la Moivre à la Coole. La commune de Cernon est alimentée en eau potable par le captage du puits « La Côte des Prés » à Coupetz ; l'approvisionnement en eau potable est délégué à Veolia. L'assainissement y est non collectif.
Le service public des déchets est assuré par le Syndicat mixte du Sud-Est Marnais (SYMSEM), qui a mis en place une redevance incitative. La collecte des ordures ménagères résiduelles (en bacs noirs pucés ou en sacs rouges prépayés) et des emballages ménagers recyclables (en sacs jaunes) est réalisée en porte à porte. Le SYMSEM adhérant au syndicat de valorisation des ordures ménagères de la Marne (SYVALOM), ces déchets sont amenés en centre de transfert à Sainte-Menehould ou Vitry-en-Perthois, puis valorisés sur le site de La Veuve. La collecte du verre se fait en apport volontaire, avant transformation dans une usine de Reims. Pour les déchets volumineux ou dangereux, le SYMSEM met à disposition de ses habitants une plateforme de déchets verts et gravats, à Saint-Amand-sur-Fion, ainsi que 12 déchèteries, à Arrigny, Courtisols, Givry-en-Argonne, Mairy-sur-Marne, Pargny-sur-Saulx, Pogny, Sainte-Menehould, Thiéblemont-Farémont, Valmy, Vanault-les-Dames, Villers-en-Argonne et Ville-sur-Tourbe.

### Enseignement
Cernon fait partie de l'académie de Reims.

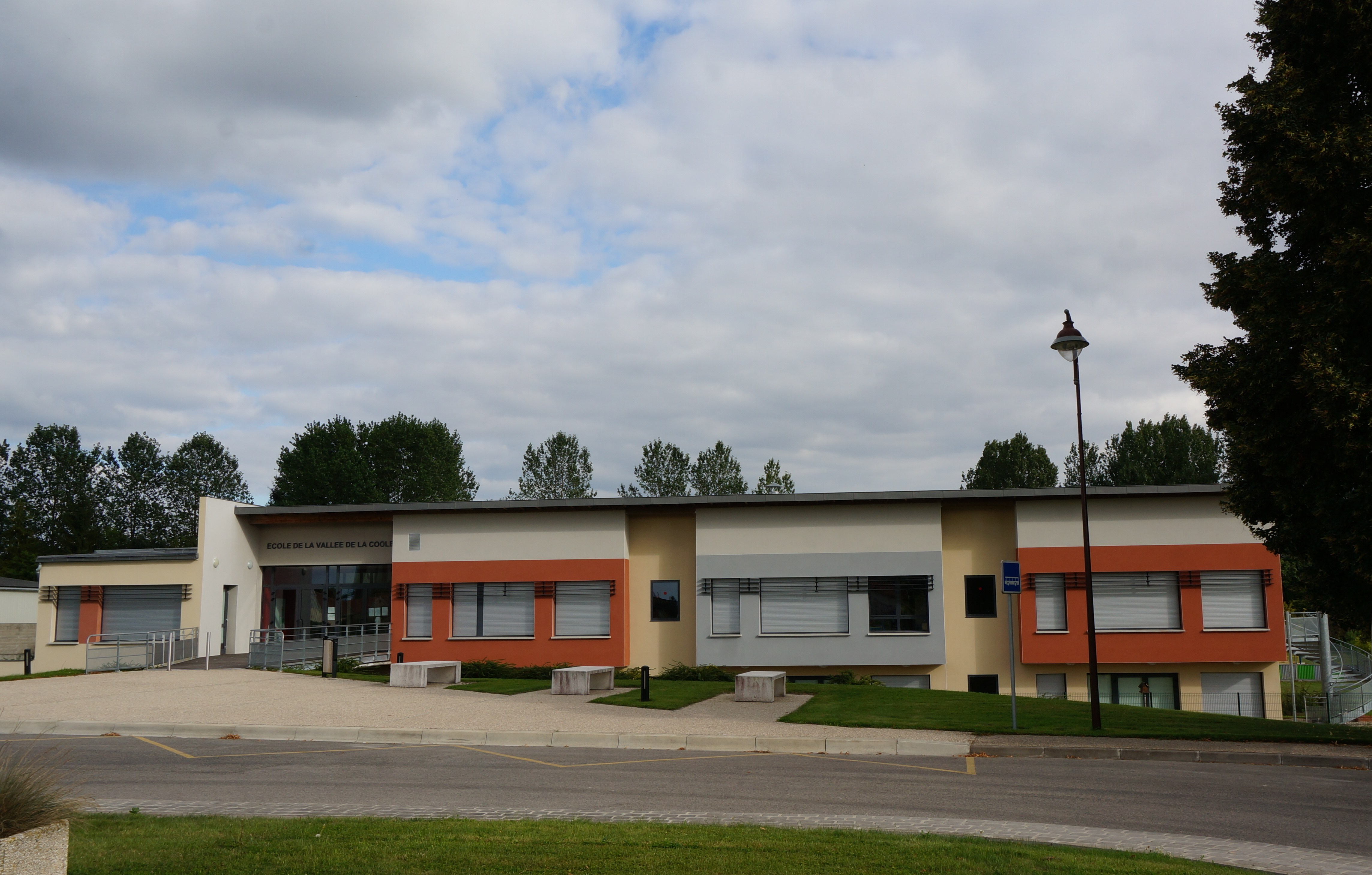
L'école de la Vallée de la Coole à Nuisement-sur-Coole.

La commune dépend de l'école primaire de la Vallée de la Coole à Nuisement-sur-Coole, installée allée des Tilleuls et accueillant 150 élèves de classes maternelles et élémentaires (chiffres 2024-2025).
Les enfants de Cernon sont ensuite rattachés au collège Nicolas Appert et au lycée Jean Talon, tous les deux situés à Châlons-en-Champagne.

### Postes et télécommunications
Aucune boîte aux lettres de La Poste ne se trouve sur le territoire de la commune. Le bureau de poste le plus proche est situé à Mairy-sur-Marne, à environ 7 km de Cernon.

### Justice, sécurité et secours
Du point de vue judiciaire, Cernon relève du conseil de prud'hommes, du tribunal de commerce, du tribunal judiciaire, du tribunal paritaire des baux ruraux et du tribunal pour enfants de Châlons-en-Champagne, dans le ressort de la cour d'appel de Reims. Pour le contentieux administratif, la commune dépend du tribunal administratif de Châlons-en-Champagne et de la cour administrative d'appel de Nancy.
Cernon est située en secteur Gendarmerie nationale et dépend de la brigade de Vitry-la-Ville.
En matière d'incendie et de secours, la commune dépend du Service départemental d'incendie et de secours (SDIS) de la Marne.

## Démographie
Les habitants de la commune sont appelés les Cernonnais et les Cernonnaises.
L'évolution du nombre d'habitants est connue à travers les recensements de la population effectués dans la commune depuis 1793. Pour les communes de moins de 10 000 habitants, une enquête de recensement portant sur toute la population est réalisée tous les cinq ans, les populations de référence des années intermédiaires étant quant à elles estimées par interpolation ou extrapolation. Pour la commune, le premier recensement exhaustif entrant dans le cadre du nouveau dispositif a été réalisé en 2004.

En 2022, la commune comptait 126 habitants, en évolution de −2,33 % par rapport à 2016 (Marne : −1,19 %, France hors Mayotte : +2,11 %).
| 1793 | 1800 | 1806 | 1821 | 1831 | 1836 | 1841 | 1846 | 1851 |
| ---- | ---- | ---- | ---- | ---- | ---- | ---- | ---- | ---- |
| 174  | 193  | 201  | 181  | 172  | 174  | 182  | 175  | 166  |

| 1856 | 1861 | 1866 | 1872 | 1876 | 1881 | 1886 | 1891 | 1896 |
| ---- | ---- | ---- | ---- | ---- | ---- | ---- | ---- | ---- |
| 189  | 182  | 168  | 173  | 168  | 167  | 147  | 137  | 110  |

| 1901 | 1906 | 1911 | 1921 | 1926 | 1931 | 1936 | 1946 | 1954 |
| ---- | ---- | ---- | ---- | ---- | ---- | ---- | ---- | ---- |
| 127  | 119  | 117  | 120  | 120  | 108  | 126  | 130  | 106  |

| 1962 | 1968 | 1975 | 1982 | 1990 | 1999 | 2004 | 2006 | 2009 |
| ---- | ---- | ---- | ---- | ---- | ---- | ---- | ---- | ---- |
| 105  | 116  | 118  | 116  | 112  | 120  | 120  | 120  | 135  |

| 2014 | 2019 | 2022 | - | - | - | - | - | - |
| ---- | ---- | ---- | - | - | - | - | - | - |
| 127  | 125  | 126  | - | - | - | - | - | - |

## Culture locale et patrimoine

### Lieux et monuments
- Église Saint-Hippolyte.
- Vestiges du château de Cernon (ayant appartenu à la famille de Pinteville de Cernon), qui fut détruit par un incendie, en 1974, et qui appartient à la famille Guillaume.

### Personnalités liées à la commune
- Famille de Pinteville de Cernon[48], illustrée par Jean-Baptiste de Pinteville de Cernon (1756-1837), député de la noblesse pour le bailliage de Châlons-sur-Marne aux États-généraux de 1789 et François de Pinteville de Cernon (1762-1827), frère du précédent, maire de Meaux en 1813, député de Seine-et-Marne de 1822 à 1827.